# کیک چای
کیک چای (به انگلیسی: teacake)، کیکی است که معمولاً در آن از خمیر ترش، کره و کشمش یا دیگر میوه‌های خشک استفاده شده‌است. کیکی برشته و برش داده شده‌است که در هنگام صرف چای صرف می‌شود. در جنوب آمریکا کیک چای بسیار محبوب است و معمولاً به شکل کیک‌های کوچکی با طعم وانیل و ادویه جات گوناگون هستند. در اتریش کیک چای در واقع همان کیک پوند است که معمولاً بر روی آن دارچین و شکر پاشیده شده‌است و صرفاً به علت اینکه در هنگام چای صرف می‌شوند به نام کیک چای شناخته می‌شوند. در ایرلند کیک چای نوعی کیک میوه است که در آن بجای خمیر ترش از تخم مرغ و پودر ورآور استفاده می‌شود.